# 鹿嶋市立中央図書館
鹿嶋市立中央図書館（かしましりつちゅうおうとしょかん）は、茨城県鹿嶋市大字宮中にある公立図書館。大野ふれあいセンターに大野分館を置く。
鹿島郡鹿島町時代に町民の熱心な読書活動により公民館図書室では対応しきれなくなったことを背景に、住民待望の施設として建設された。2007年（平成19年）からは図書館と学校の連携によって学校図書館の整備に重点を置いている。

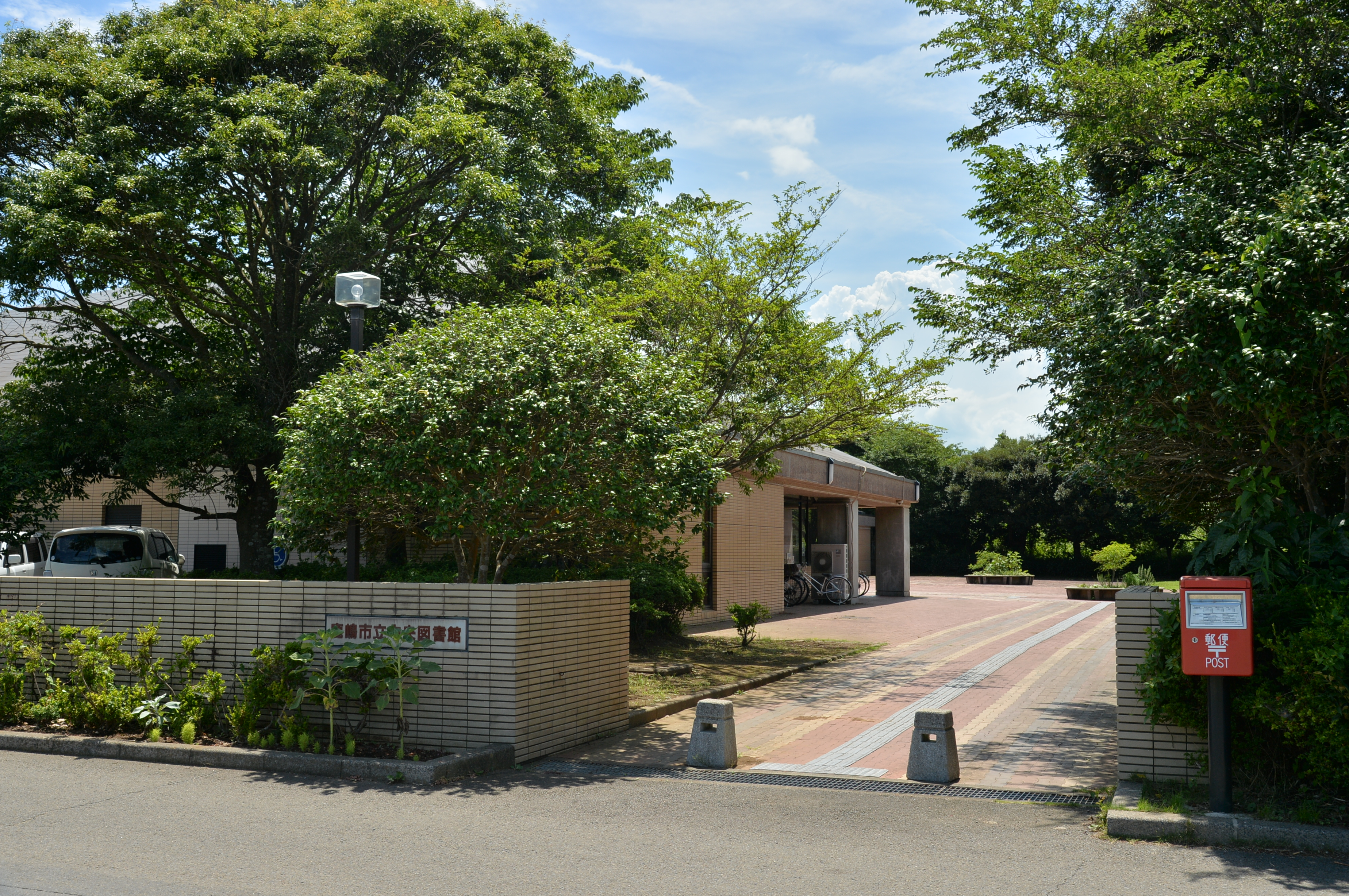
鹿嶋市立中央図書館の正門

## 施設
図書館は単独施設であり、他の公共施設は併設されていない。このため、土地の賃貸借契約や火災対策、光熱水費の管理まで図書館が所掌する。計画時点では文化センターを併設する予定であったが、地権者の反対により取りやめになった。文化センターの併設を意図した設計であったため建物は北向きになり、採光に難がある。また天井が高く書架の上に照明が取り付けられたため、館内は多少暗めである。
建物は鉄筋コンクリート構造平屋建てで、敷地面積9,917.00m2、建築面積1,914.48m2、延床面積1,742.38m2である。設計は岡設計、施工はフジタ工業関東支店が担当し、総工費は5億1700万円（うち日本国から6100万円、茨城県から1500万円の補助金）である。近接する鹿島神宮との調和を考慮した落ち着きのある外観で、植え込みの効果的な配置やゆったりした敷地利用が成されている。
カウンターは玄関のほぼ真正面であり、職員には来館者の姿が入館前から見えている。入り口から向かって右側手前に会議室、視聴覚室、休憩コーナー、右側奥に一般開架室と和室、左側に児童開架室がある。一般開架室の奥にある10畳の和室は、老人クラブの要望を採用したものである。設計上の収蔵図書数は8.8万冊であるが、2016年（平成28年）現在20万冊を収蔵するため、館内は手狭になっている。

### 特別コーナー
鹿嶋市関連のコーナーとして、郷土資料や郷土出身者・在住者の著作を集めた「郷土資料コーナー」、鹿島開発をまとめた「鹿島開発資料コーナー」、鹿島アントラーズの資料や試合結果などの情報提供を行う「鹿島アントラーズコーナー」、鹿嶋出身の塚原卜伝にまつわる資料を集めた「卜伝コーナー」がある。生活に役立つコーナーとして、「ママ・パパ応援ブックコーナー」、「ビジネスコーナー」、「防災コーナー」、「教科書コーナー」、「読み聞かせ案内コーナー」を置き、そのほか「星野富弘コーナー」を設けている。

## 歴史

### 開館前史（1972-1985）
旧鹿島町は鹿島神宮の門前町（鳥居前町）として栄えた町であったが、鹿島臨海工業地帯の開発（鹿島開発）に伴って人口の急増、産業構造の転換、急速な都市化が起き、住民の高学歴化と教育水準の向上が進んだ。こうした背景を踏まえ、1972年（昭和47年）に小川利夫の「公民館三階建論」を援用した鹿島町中央公民館が建設された。鹿島町当局は公民館に「新旧住民の融和」を期待し、鹿島への進出企業は積極的に公民館活動に協力したため、新住民は公民館の事業に多く参加したものの、旧住民の参加は低調であった。この公民館の1階には床面積132m2の図書室が設けられ、司書も配置された。開館時間は9時から17時で、貸出は4冊まで2週間借りることができた。
住民側では、公民館図書室を中心として活動する母親文庫や読書グループなどが連合し、1977年（昭和52年）6月25日に鹿島町読書団体連合会（以下、「連合会」）を設立した。連合会は活動目標の1つに図書館の設置を掲げたが、当時の住民からは「図書館なんて夢みたいなことを」と言われるありさまであった。それでも連合会はおはなし会や映画鑑賞会を開くなど活発な活動を行い、1977年（昭和52年）以降毎年何らかの賞を鹿島町の個人や団体が茨城県読書振興大会で授与されるほどであった。公民館図書室も読書相談に応じる専門職員を配置して住民の要望を叶えようと努力し、年間来館者数4 - 5万人、貸出冊数4 - 5万冊、おはなし会や著者を囲む会の開催など、公民館図書室でありながら、活動が低調な公共図書館を上回る実績を挙げていた。公民館図書室の努力にもかかわらず、年々高まる住民のサービス要求に対しついに応じきれなくなり、当時の公民館図書室の担当職員は活動の限界を認め、「所詮、公民館図書室は、図書室であり、図書館にはなりえない」と語った。住民の間で、にわかに図書館建設の期待が高まり始めたのが1980年（昭和55年）頃のことであった。
1982年（昭和57年）2月22日、第5回公民館研究集会で、図書環境の充実を求める決議を採択した。これは住民と公民館職員の協働による図書館建設へのアピールであった。連合会では図書館に関する専門書で学習するとともに水海道市立図書館、取手市立図書館、石岡市立図書館、水戸市立図書館を歴訪し、同年8月に図書館設置の要望書を鹿島町長と教育長に提出した。受け取った町当局は当初、難色を示したが、1984年（昭和59年）の町制30周年記念として1983年（昭和58年）3月に鹿島町議会は1985年（昭和60年）までに図書館を建設することを決議した。同年4月20日に「広報かしま」で図書館に関する意見を募り、連合会でも6月17日に2度目の要望書を提出した。意見や要望は2,406人（町民の17人に1人）から出され、多くの町民が計画に携わった。この間、連合会主催による浦安市立図書館の見学会や教育委員会による日野市立図書館と福生市立図書館の視察が行われた。
鹿島町側から出された図書館建設計画は町民の意見とおおむね一致していたが、建設場所だけは賛否両論が入り乱れた。連合会は町民の生活動線上に図書館を望むとして町役場の隣を要望し、鹿島町青年部は商店街の活性化を意図して市街地への建設を求めて約2000人の署名を町長に提出した。しかし用地確保が困難なことから、鹿島神宮隣接地への建設が決定した。ところが地権者との認識の不一致で借地契約が5か月遅れ、開館時期に遅れが生じることになった。そして1984年（昭和59年）11月に着工し、1985年（昭和60年）7月に完工した。竣工式は同年10月9日に挙行された。

### 鹿島町立中央図書館（1985-1995）
1985年（昭和60年）10月11日、鹿島町立中央図書館として開館した。開館時点からコンピュータによる貸出・返却を導入し、従来の町立図書館のイメージを一新するものとして注目された。中央公民館に比べるとアクセス面で劣っていたため、開館当初は中央公民館図書室を中央図書館と併用する人も少なからず見られた。1986年（昭和61年）10月から11月にかけて「第1回図書館まつり」を開催、和紙の折り染め、人形劇などが開かれた。1986年（昭和61年）度末の蔵書数は56,888冊で閉架図書はなく、同年度の図書館費の決算額は98,520千円、貸出冊数は182,179冊、職員は正規5人であった。貸し出しは鹿島町に在住・通勤・通学する者という原則であったが、近隣市町村在住者も利用登録ができた。
1987年（昭和62年）2月時点で日本の町村の図書館設置率は17%であったが、茨城県では10%という状況であった。茨城県では比較的早い時期に鹿島町で図書館が開設できたのは、住民と公民館関係者の熱意のみならず、鹿島開発で財政力が向上したことも背景にある。
1993年（平成5年）10月にパソコン通信を導入、1995年（平成7年）4月に「教育メディア利用促進モデル市町村事業」に鹿島町が選ばれたことにより、「教育メディア利用促進委員会」を設立した。

### 鹿嶋市立中央図書館（1995-）
1995年（平成7年）9月1日に鹿島町は大野村を編入して鹿嶋市となり、鹿嶋市立中央図書館に改称した。同時に大野分館を設置した。1996年（平成8年）4月にはグループウェア「Lotus Notes」を導入して図書館と教育委員会、市立小中学校がネットワークで結ばれた。
2001年（平成13年）3月、日本国の少子化対策臨時特別交付金を受けて児童書コーナーの一部を「えほんのもり」に改修した。2002年（平成14年）4月に市の臨時職員だった図書館の非正規職員が、嘱託職員に格上げされた。また同年7月に図書館が教育委員会総務課から独立、昇格し課と同格になった。2004年（平成16年）5月28日、ウェブOPACの供用を開始した。2005年（平成17年）4月23日には子どもの読書活動優秀実践図書館として文部科学大臣表彰を受けた。2008年（平成20年）10月25日から2009年（平成21年）1月30日に屋根の全面改修工事を実施、これにより雨漏りが解消された。2009年（平成21年）4月には祝日開館を開始し、0歳児でも図書館利用カードが発行できるように制度変更が成された。
2011年（平成23年）3月11日、東北地方太平洋沖地震が発生し、中央図書館では2万冊が書架から落下する被害を受けた。2013年（平成25年）3月、雑誌スポンサー制度を導入、2015年（平成27年）10月から11月に図書館開館30周年記念事業を開催した。開館30年を迎えたことで、2016年（平成28年）10月に「地域の知の拠点として、市民と共に成長を続ける図書館」を将来像とする「鹿嶋市図書館基本計画」が策定され、図書館増改築などが盛り込まれた。

## 大野分館
大野分館（おおのぶんかん）は鹿嶋市大字津賀1919番地1の大野ふれあいセンター2階にある。分館長は2005年（平成17年）4月以降、中央図書館長が兼務している。分館の専任職員は5人。2015年（平成27年）度の貸出者数は18,618人、貸出冊数は66,856冊。ISILはJP-1005334。
図書館部分の床面積は438.30m2で、これと別に47.11m2の学習室を有する。入り口から向かってすぐ右側がおはなしのへやで、右側奥に児童書架、すぐ左側はカウンターで、左側奥に一般書架がある。

### 大野分館の歴史
鹿島郡大野村時代に図書館建設計画は存在しなかったが、大野村中央公民館では1万冊の蔵書を有し、年間120万円の図書購入予算が与えられていた。大野村が鹿島町に編入され鹿嶋市となった1995年（平成7年）9月1日に鹿嶋市立中央図書館大野分館が開設されたが、実際に利用を開始したのは1996年（平成8年）1月である。大野分館は大野村中央公民館図書室を利用したものであった。
2010年（平成22年）9月3日に緊急雇用補助金を活用して新しい大野分館の開館準備を委託し、2011年（平成23年）3月31日に終了した。この間、東北地方太平洋沖地震で3万冊が落下する被害を受けている。そして同年5月1日に、4月29日に竣工した大野ふれあいセンター内に新装開館した。新館は旧館の面積の8倍となり、蔵書数は4倍の4万冊に増加し、開館時間が中央図書館と共通化された。

## 特色

### ニューメディア事業
1990年代から2000年代にかけて、日本国の補助金を活用して「ニューメディア事業」と呼ばれる一連の活動を展開した。これは、鹿嶋市の伝統行事や茨城県立鹿島高等学校サッカー部の活躍などを映像として記録するもので、映像編集などの専門技術を持つ市民を委員に任命して進められた。また別の外部資金を導入して行政関係新聞記事のアーカイブを構築して市庁舎内で共有できるようにしたり、図書館の公式ウェブサイトを開設したりといった事業も行われた。
ニューメディア事業開始前には、茨城県教育委員会の方針で県内の全市町村立図書館にファクシミリが設置されることになり、鹿島町立中央図書館（当時）にも設置された。ファクシミリの設置は図書館間相互貸借とレファレンスサービスの整備・拡充を目的としたものであったが、当時の鹿島町役場には緊急用に1台しかファクシミリを置いていなかったため、図書館のファクシミリが行政の事務連絡にも多く活用された。その後、公立学校や公民館にもファクシミリが設置されたことで事務手続きが簡素化され、茨城県内の図書館間の連絡に活用されるようになった。

### 学校図書館との連携
鹿嶋市立中央図書館と鹿嶋市役所鹿嶋っ子育成課が協力して、2007年（平成19年）7月より鹿嶋市立波野小学校を皮切りに学校図書館の整備を開始した。その後毎年数校ずつ学校図書館の整備・リニューアルを継続しており、2016年（平成28年）度に全市立小中学校で完了する予定である。学校司書と図書館司書の交流・研修も行っている。

## 利用案内
日中は老若男女、夕方は近隣の鹿嶋市立鹿島中学校や清真学園高等学校・中学校の生徒らの来館が多い。2015年（平成27年）の夏休みに実施したアンケート結果によると、利用者は学生が35%、勤労世代が36%となっている。閉館が18時であるため、背広を着た男性の姿を見かけることはまれである。
2016年（平成28年）現在の蔵書構成は、一般図書67%、児童図書24%、視聴覚資料5%、雑誌4%となっている。一方、貸出比率は、一般図書53%、児童図書29%、視聴覚資料10%である。
- 開館時間：10時から18時まで
- 休館日：月曜日、資料整理日、特別整理期間、年末年始
- 貸出制限：鹿嶋市に在住・通勤・通学している者または鹿行地域（鉾田市、神栖市、潮来市、行方市）に居住している者。図書利用カードは本館・分館共通。
- 貸出可能点数：図書・紙芝居=8点、雑誌=5点、CD・DVD・ビデオ=5点
- 貸出可能期間：15日間（延長は1回のみ可能）
- 予約、リクエスト可能。

## 交通

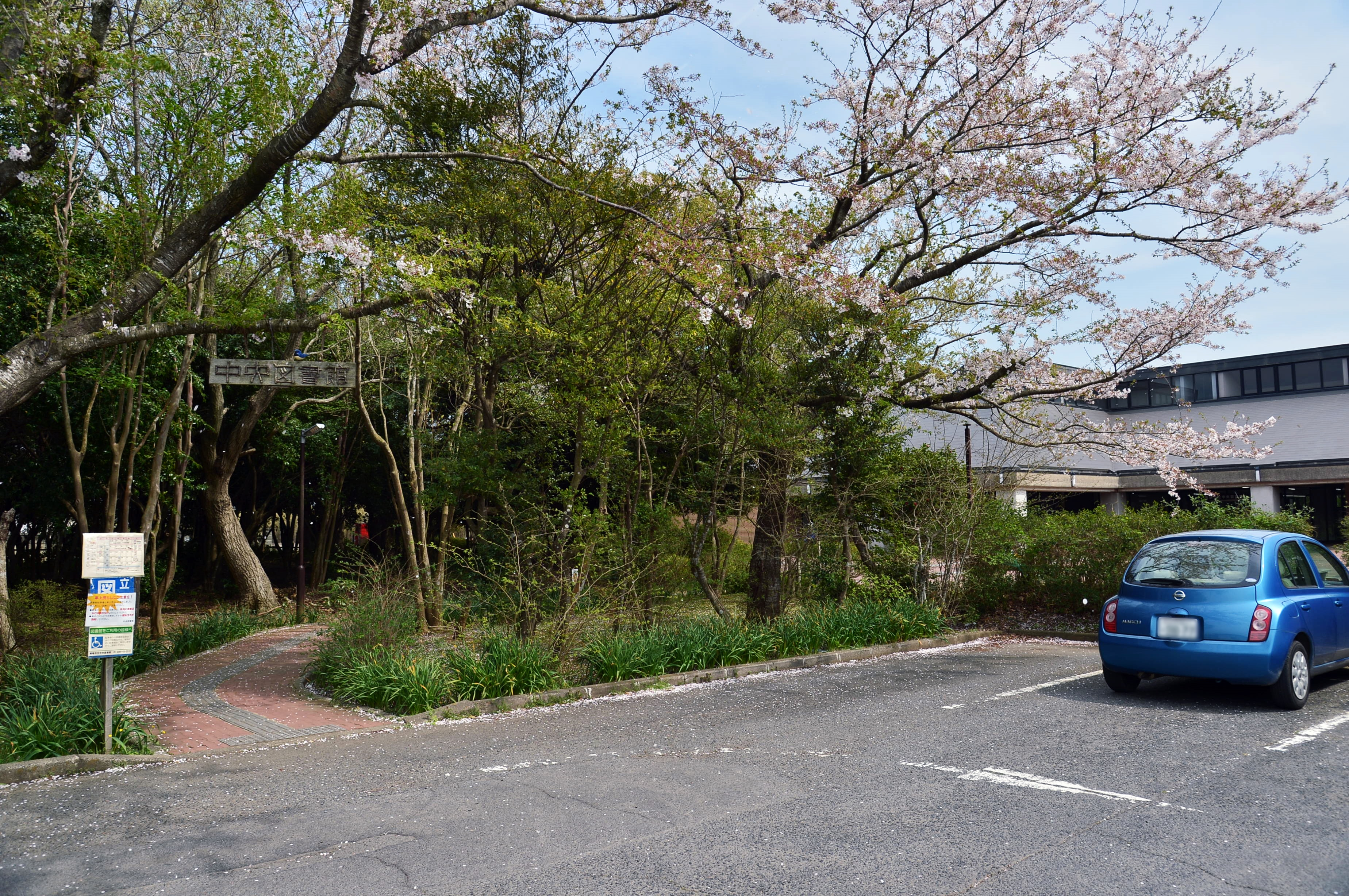
鹿嶋市立中央図書館の駐車場からの入口

図書館は鹿嶋市役所から約1.5km離れており、鹿島神宮の森に近接した閑静な住宅街の中にある。JR鹿島線鹿島神宮駅からは自動車で約5分である。開館時点より交通の不便が指摘されており、図書館の近くにはバス停留所がないため、自動車か自転車での来館が多い。
鹿嶋市道を挟んで鹿嶋市立鹿島中学校と隣接している。駐車場は図書館専用のものが29台分あり、鹿島中学校と共用のものが別にある。